# Liste des monuments historiques protégés en 1940
Cet article recense les monuments historiques français classés ou inscrits en 1940.

## Protections
| Édifice                                             | Commune                     | Département             | Région                     | Protection | Base Mérimée                         | Coordonnées                        | Image |
| --------------------------------------------------- | --------------------------- | ----------------------- | -------------------------- | ---------- | ------------------------------------ | ---------------------------------- | ----- |
| Demeure Hugon                                       | Bourg-en-Bresse             | Ain                     | Auvergne-Rhône-Alpes       | classé     | « PA00116334 », notice no PA00116334 | 46° 12′ 18″ nord, 5° 13′ 36″ est   |       |
| Redoute de Berwick                                  | Saint-Paul-sur-Ubaye        | Alpes-de-Haute-Provence | Provence-Alpes-Côte d'Azur | inscrit    | « PA00080477 », notice no PA00080477 | 44° 29′ 00″ nord, 6° 45′ 03″ est   |       |
| Église Saint-Jacques-le-Majeur                      | Le Bar-sur-Loup             | Alpes-Maritimes         | Provence-Alpes-Côte d'Azur | inscrit    | « PA00080661 », notice no PA00080661 | 43° 42′ 06″ nord, 6° 59′ 23″ est   |       |
| Château                                             | Odratzheim                  | Bas-Rhin                | Grand Est                  | inscrit    | « PA00084872 », notice no PA00084872 | 48° 36′ 04″ nord, 7° 29′ 26″ est   |       |
| Château de Dietrich                                 | Reichshoffen                | Bas-Rhin                | Grand Est                  | classé     | « PA00084897 », notice no PA00084897 | 48° 55′ 48″ nord, 7° 39′ 53″ est   |       |
| Chapelle Notre-Dame d'Astors                        | Peyrolles-en-Provence       | Bouches-du-Rhône        | Provence-Alpes-Côte d'Azur | inscrit    | « PA00081407 », notice no PA00081407 | 43° 38′ 25″ nord, 5° 32′ 51″ est   |       |
| Dolmen d'Ors                                        | Le Château-d'Oléron         | Charente-Maritime       | Nouvelle-Aquitaine         | classé     | « PA00104645 », notice no PA00104645 | 45° 51′ 49″ nord, 1° 11′ 47″ ouest |       |
| Croix de carrefour                                  | Corsaint                    | Côte-d'Or               | Bourgogne-Franche-Comté    | inscrit    | « PA00112233 », notice no PA00112233 | 47° 32′ 34″ nord, 4° 10′ 03″ est   |       |
| Château de Savigny-lès-Beaune                       | Savigny-lès-Beaune          | Côte-d'Or               | Bourgogne-Franche-Comté    | inscrit    | « PA00112657 », notice no PA00112657 | 47° 03′ 42″ nord, 4° 49′ 07″ est   |       |
| Maison                                              | Saint-Brieuc                | Côtes-d'Armor           | Bretagne                   | inscrit    | « PA00089590 », notice no PA00089590 | 48° 30′ 55″ nord, 2° 45′ 57″ ouest |       |
| Maison                                              | Saint-Brieuc                | Côtes-d'Armor           | Bretagne                   | inscrit    | « PA00089591 », notice no PA00089591 | 48° 30′ 55″ nord, 2° 45′ 57″ ouest |       |
| Abbaye Notre-Dame de Bon-Repos                      | Saint-Gelven                | Côtes-d'Armor           | Bretagne                   | inscrit    | « PA00089615 », notice no PA00089615 | 48° 12′ 41″ nord, 3° 07′ 36″ ouest |       |
| Immeubles                                           | Thouars                     | Deux-Sèvres             | Nouvelle-Aquitaine         | classé     | « PA00101382 », notice no PA00101382 | 46° 58′ 21″ nord, 0° 12′ 59″ ouest |       |
| Dolmen de la Pierre Levée                           | Beauregard-et-Bassac        | Dordogne                | Nouvelle-Aquitaine         | classé     | « PA00082357 », notice no PA00082357 | 44° 59′ 25″ nord, 0° 37′ 58″ est   |       |
| Église Saint-Pierre de Carsac                       | Carsac-de-Gurson            | Dordogne                | Nouvelle-Aquitaine         | classé     | « PA00082440 », notice no PA00082440 | 44° 56′ 46″ nord, 0° 05′ 28″ est   |       |
| Laugerie-Basse                                      | Les Eyzies-de-Tayac-Sireuil | Dordogne                | Nouvelle-Aquitaine         | classé     | « PA00082540 », notice no PA00082540 | 44° 57′ 04″ nord, 0° 59′ 57″ est   |       |
| Église Notre-Dame de la Nativité d'Aigueparse       | Mazeyrolles                 | Dordogne                | Nouvelle-Aquitaine         | classé     | « PA00082642 », notice no PA00082642 | 44° 38′ 12″ nord, 0° 58′ 09″ est   |       |
| Grotte de Lascaux                                   | Montignac-Lascaux           | Dordogne                | Nouvelle-Aquitaine         | classé     | « PA00082696 », notice no PA00082696 | 45° 03′ 14″ nord, 1° 10′ 15″ est   |       |
| Saline royale d'Arc-et-Senans                       | Arc-et-Senans               | Doubs                   | Bourgogne-Franche-Comté    | classé     | « PA00101440 », notice no PA00101440 | 47° 02′ 00″ nord, 5° 46′ 39″ est   |       |
| Église Notre-Dame de Beauficel-en-Lyons             | Beauficel-en-Lyons          | Eure                    | Normandie                  | inscrit    | « PA00099322 », notice no PA00099322 | 49° 24′ 27″ nord, 1° 31′ 25″ est   |       |
| Allée couverte de Pont-ar-Bleiz                     | Lampaul-Ploudalmézeau       | Finistère               | Bretagne                   | classé     | « PA00090021 », notice no PA00090021 | 48° 34′ 09″ nord, 4° 39′ 01″ ouest |       |
| Manoir de la Forêt (détruit vers 1942)              | Quimper                     | Finistère               | Bretagne                   | classé     | « PA00090334 », notice no PA00090334 | 47° 59′ 39″ nord, 4° 05′ 01″ ouest |       |
| Église Notre-Dame de Rosporden                      | Rosporden                   | Finistère               | Bretagne                   | classé     | « PA00090407 », notice no PA00090407 | 47° 57′ 34″ nord, 3° 49′ 38″ ouest |       |
| Hôtel de l'Académie                                 | Nîmes                       | Gard                    | Occitanie                  | inscrit    | « PA00103102 », notice no PA00103102 | 43° 50′ 14″ nord, 4° 21′ 41″ est   |       |
| Château de Pouylebon                                | Pouylebon                   | Gers                    | Occitanie                  | inscrit    | « PA00094894 », notice no PA00094894 | 43° 32′ 51″ nord, 0° 17′ 37″ est   |       |
| Gisement préhistorique du Vidon                     | Juillac                     | Gironde                 | Nouvelle-Aquitaine         | classé     | « PA00083576 », notice no PA00083576 | 44° 48′ 42″ nord, 0° 02′ 08″ est   |       |
| Maison                                              | Muret                       | Haute-Garonne           | Occitanie                  | inscrit    | « PA00094406 », notice no PA00094406 | 43° 27′ 39″ nord, 1° 19′ 39″ est   |       |
| Croix de cimetière de Braux-le-Châtel               | Braux-le-Châtel             | Haute-Marne             | Grand Est                  | inscrit    | « PA00078965 », notice no PA00078965 | 48° 05′ 58″ nord, 4° 56′ 40″ est   |       |
| Abbaye d'Aulps                                      | Saint-Jean-d'Aulps          | Haute-Savoie            | Auvergne-Rhône-Alpes       | inscrit    | « PA00118437 », notice no PA00118437 | 46° 14′ 31″ nord, 6° 39′ 00″ est   |       |
| Dolmen de Bouéry                                    | Mailhac-sur-Benaize         | Haute-Vienne            | Nouvelle-Aquitaine         | classé     | « PA00100386 », notice no PA00100386 | 46° 17′ 35″ nord, 1° 18′ 18″ est   |       |
| Dolmen de Chez Moutaud                              | Saint-Auvent                | Haute-Vienne            | Nouvelle-Aquitaine         | classé     | « PA00100439 », notice no PA00100439 | 45° 49′ 37″ nord, 0° 57′ 50″ est   |       |
| Dolmen des Bras                                     | Saint-Sulpice-les-Feuilles  | Haute-Vienne            | Nouvelle-Aquitaine         | classé     | « PA00100490 », notice no PA00100490 | 46° 18′ 45″ nord, 1° 20′ 56″ est   |       |
| Église de l'Assomption de La Bâtie-Montsaléon       | La Bâtie-Montsaléon         | Hautes-Alpes            | Provence-Alpes-Côte d'Azur | inscrit    | « PA00080522 », notice no PA00080522 | 44° 27′ 23″ nord, 5° 45′ 06″ est   |       |
| Château de la Roquette                              | Rouet                       | Hérault                 | Occitanie                  | inscrit    | « PA00103681 », notice no PA00103681 | 43° 47′ 34″ nord, 3° 49′ 09″ est   |       |
| Mairie de Rennes                                    | Rennes                      | Ille-et-Vilaine         | Bretagne                   | inscrit    | « PA00090703 », notice no PA00090703 | 48° 06′ 41″ nord, 1° 40′ 48″ ouest |       |
| Manoir de Limoëlou, maison de Jacques Cartier       | Saint-Malo                  | Ille-et-Vilaine         | Bretagne                   | inscrit    | « PA00090821 », notice no PA00090821 | 48° 40′ 26″ nord, 1° 58′ 00″ ouest |       |
| Église Saint-Maurice d'Huismes                      | Huismes                     | Indre-et-Loire          | Centre-Val de Loire        | inscrit    | « PA00097778 », notice no PA00097778 | 47° 13′ 57″ nord, 0° 15′ 07″ est   |       |
| Abbaye de Saint-Julien                              | Tours                       | Indre-et-Loire          | Centre-Val de Loire        | inscrit    | « PA00098130 », notice no PA00098130 | 47° 23′ 45″ nord, 0° 41′ 14″ est   |       |
| Enceinte de Châteauneuf                             | Tours                       | Indre-et-Loire          | Centre-Val de Loire        | inscrit    | « PA00098159 », notice no PA00098159 | 47° 23′ 35″ nord, 0° 41′ 02″ est   |       |
| Maison à pans de bois, 10, 12, rue de la Renarderie | Vendôme                     | Loir-et-Cher            | Centre-Val de Loire        | inscrit    | « PA00098640 », notice no PA00098640 | 47° 47′ 29″ nord, 1° 03′ 58″ est   |       |
| Maison à pans de bois, 8, rue de la Renarderie      | Vendôme                     | Loir-et-Cher            | Centre-Val de Loire        | inscrit    | « PA00098639 », notice no PA00098639 | 47° 47′ 29″ nord, 1° 03′ 58″ est   |       |
| Maison à pans de bois, 4, 6, rue de la Renarderie   | Vendôme                     | Loir-et-Cher            | Centre-Val de Loire        | inscrit    | « PA00098638 », notice no PA00098638 | 47° 47′ 29″ nord, 1° 03′ 58″ est   |       |
| Château de Mez-le-Maréchal                          | Dordives                    | Loiret                  | Centre-Val de Loire        | inscrit    | « PA00098766 », notice no PA00098766 | 48° 09′ 01″ nord, 2° 47′ 32″ est   |       |
| Église Sainte-Jeanne-d'Arc de Gien                  | Gien                        | Loiret                  | Centre-Val de Loire        | inscrit    | « PA00098785 », notice no PA00098785 | 47° 41′ 07″ nord, 2° 37′ 52″ est   |       |
| Maison                                              | Orléans                     | Loiret                  | Centre-Val de Loire        | inscrit    | « PA00098968 », notice no PA00098968 | 47° 54′ 05″ nord, 1° 54′ 31″ est   |       |
| Maison                                              | Orléans                     | Loiret                  | Centre-Val de Loire        | inscrit    | « PA00098965 », notice no PA00098965 | 47° 54′ 08″ nord, 1° 54′ 31″ est   |       |
| Institut                                            | Orléans                     | Loiret                  | Centre-Val de Loire        | inscrit    | « PA00098890 », notice no PA00098890 | 47° 54′ 08″ nord, 1° 54′ 31″ est   |       |
| Maison                                              | Orléans                     | Loiret                  | Centre-Val de Loire        | inscrit    | « PA00098966 », notice no PA00098966 | 47° 54′ 05″ nord, 1° 54′ 31″ est   |       |
| Maison                                              | Orléans                     | Loiret                  | Centre-Val de Loire        | inscrit    | « PA00098969 », notice no PA00098969 | 47° 54′ 05″ nord, 1° 54′ 32″ est   |       |
| Maison                                              | Orléans                     | Loiret                  | Centre-Val de Loire        | inscrit    | « PA00098970 », notice no PA00098970 | 47° 54′ 04″ nord, 1° 54′ 32″ est   |       |
| Maison                                              | Orléans                     | Loiret                  | Centre-Val de Loire        | inscrit    | « PA00098963 », notice no PA00098963 | 47° 54′ 06″ nord, 1° 54′ 31″ est   |       |
| Maison                                              | Orléans                     | Loiret                  | Centre-Val de Loire        | inscrit    | « PA00098964 », notice no PA00098964 | 47° 54′ 07″ nord, 1° 54′ 31″ est   |       |
| Maison                                              | Orléans                     | Loiret                  | Centre-Val de Loire        | inscrit    | « PA00098967 », notice no PA00098967 | 47° 54′ 05″ nord, 1° 54′ 31″ est   |       |
| Église Saint-Ythier de Sully-sur-Loire              | Sully-sur-Loire             | Loiret                  | Centre-Val de Loire        | inscrit    | « PA00099026 », notice no PA00099026 | 47° 45′ 56″ nord, 2° 22′ 36″ est   |       |
| Couvent Notre-Dame des Ardilliers                   | Saumur                      | Maine-et-Loire          | Pays de la Loire           | classé     | « PA00109333 », notice no PA00109333 | 47° 15′ 11″ nord, 0° 03′ 46″ ouest |       |
| Hôtel de la Mission Royale                          | Nancy                       | Meurthe-et-Moselle      | Grand Est                  | inscrit    | « PA00106303 », notice no PA00106303 | 48° 40′ 56″ nord, 6° 11′ 29″ est   |       |
| Menhirs de Lann-Grand-Viallarec                     | Carnac                      | Morbihan                | Bretagne                   | classé     | « PA00091122 », notice no PA00091122 | 47° 37′ 11″ nord, 3° 04′ 59″ ouest |       |
| Alignement de Grandvellarec et tertre tumulaire     | Carnac                      | Morbihan                | Bretagne                   | classé     | « PA00091125 », notice no PA00091125 | 47° 37′ 14″ nord, 3° 04′ 57″ ouest |       |
| Menhirs de Kériaval                                 | Carnac                      | Morbihan                | Bretagne                   | classé     | « PA00091119 », notice no PA00091119 | 47° 37′ 04″ nord, 3° 04′ 50″ ouest |       |
| Alignement de Crucuny                               | Carnac                      | Morbihan                | Bretagne                   | classé     | « PA00091121 », notice no PA00091121 | 47° 37′ 06″ nord, 3° 04′ 50″ ouest |       |
| Menhirs de Kériaval                                 | Carnac                      | Morbihan                | Bretagne                   | classé     | « PA00091120 », notice no PA00091120 | 47° 36′ 55″ nord, 3° 04′ 51″ ouest |       |
| Alignement de Kériaval                              | Carnac                      | Morbihan                | Bretagne                   | classé     | « PA00091124 », notice no PA00091124 | 47° 37′ 05″ nord, 3° 04′ 51″ ouest |       |
| Château de Corbelin                                 | La Chapelle-Saint-André     | Nièvre                  | Bourgogne-Franche-Comté    | inscrit    | « PA00112823 », notice no PA00112823 | 47° 22′ 51″ nord, 3° 19′ 55″ est   |       |
| Église Notre-Dame-de-la-Nativité de Livry           | Livry                       | Nièvre                  | Bourgogne-Franche-Comté    | inscrit    | « PA00112908 », notice no PA00112908 | 46° 46′ 30″ nord, 3° 04′ 29″ est   |       |
| Manoir de L'Épinay-le-Comte (mairie)                | L'Épinay-le-Comte           | Orne                    | Normandie                  | inscrit    | « PA00110800 », notice no PA00110800 | 48° 28′ 13″ nord, 0° 48′ 37″ ouest |       |
| Église Saint-Nicolas de Coulaines                   | Coulaines                   | Sarthe                  | Pays de la Loire           | inscrit    | « PA00109726 », notice no PA00109726 | 48° 01′ 26″ nord, 0° 12′ 17″ est   |       |
| Colonne féodale des Avanchers                       | Les Avanchers-Valmorel      | Savoie                  | Auvergne-Rhône-Alpes       | inscrit    | « PA00118157 », notice no PA00118157 | 45° 28′ 46″ nord, 6° 27′ 25″ est   |       |
| Château de Sainte-Hélène-sur-Isère                  | Sainte-Hélène-sur-Isère     | Savoie                  | Auvergne-Rhône-Alpes       | inscrit    | « PA00118294 », notice no PA00118294 | 45° 36′ 39″ nord, 6° 19′ 00″ est   |       |
| Immeubles                                           | Caudebec-en-Caux            | Seine-Maritime          | Normandie                  | inscrit    | « PA00100598 », notice no PA00100598 | 49° 31′ 35″ nord, 0° 43′ 30″ est   |       |
| Immeuble                                            | Caudebec-en-Caux            | Seine-Maritime          | Normandie                  | inscrit    | « PA00100599 », notice no PA00100599 | 49° 31′ 35″ nord, 0° 43′ 29″ est   |       |
| Immeuble                                            | Rouen                       | Seine-Maritime          | Normandie                  | inscrit    | « PA00100905 », notice no PA00100905 | 49° 26′ 26″ nord, 1° 05′ 34″ est   |       |
| Fontaine Saint-Julien                               | Amiens                      | Somme                   | Hauts-de-France            | inscrit    | « PA00116055 », notice no PA00116055 | 49° 54′ 04″ nord, 2° 18′ 06″ est   |       |
| Couvent des sœurs grises d'Amiens                   | Amiens                      | Somme                   | Hauts-de-France            | inscrit    | « PA00116050 », notice no PA00116050 | 49° 53′ 49″ nord, 2° 17′ 39″ est   |       |
| Immeuble                                            | Amiens                      | Somme                   | Hauts-de-France            | inscrit    | « PA00116068 », notice no PA00116068 | 49° 53′ 44″ nord, 2° 17′ 33″ est   |       |
| Abbaye Saint-Jean-des-Prémontrés                    | Amiens                      | Somme                   | Hauts-de-France            | inscrit    | « PA00116042 », notice no PA00116042 | 49° 53′ 34″ nord, 2° 17′ 26″ est   |       |
| Maison                                              | Albi                        | Tarn                    | Occitanie                  | inscrit    | « PA00095471 », notice no PA00095471 | 43° 55′ 48″ nord, 2° 08′ 42″ est   |       |
| Église Saint-Léger d'Amenucourt                     | Amenucourt                  | Val-d'Oise              | Île-de-France              | inscrit    | « PA00079975 », notice no PA00079975 | 49° 06′ 22″ nord, 1° 38′ 32″ est   |       |
| Église Saint-Pierre-Saint-Paul de Goussainville     | Goussainville               | Val-d'Oise              | Île-de-France              | classé     | « PA00080075 », notice no PA00080075 | 49° 00′ 50″ nord, 2° 27′ 56″ est   |       |
| Vestiges du château et du prieuré Saint-Côme        | Luzarches                   | Val-d'Oise              | Île-de-France              | inscrit    | « PA00080110 », notice no PA00080110 | 49° 06′ 46″ nord, 2° 25′ 08″ est   |       |
| Église Notre-Dame-de-l'Assomption de Vouvant        | Vouvant                     | Vendée                  | Pays de la Loire           | classé     | « PA00110287 », notice no PA00110287 | 46° 34′ 19″ nord, 0° 46′ 11″ ouest |       |
| Immeuble de l'Abbaye                                | Carrières-sur-Seine         | Yvelines                | Île-de-France              | inscrit    | « PA00087390 », notice no PA00087390 | 48° 54′ 21″ nord, 2° 10′ 41″ est   |       |